# Lexique du français du Missouri
 (avril 2020).
Si vous disposez d'ouvrages ou d'articles de référence ou si vous connaissez des sites web de qualité traitant du thème abordé ici, merci de compléter l'article en donnant les références utiles à sa vérifiabilité et en les liant à la section « Notes et références ».
Le lexique du français du Missouri est constitué de l'ensemble des mots, ou plus précisément des lemmes (unités lexicales autonomes) employés en français du Missouri.

## Petit lexique différentiel
Le tableau suivant fait le bilan de quelques différences lexicales entre le français du Missouri et le français européen. Beaucoup de ces mots typiques du français missourien sont également connus par les autres dialectes du français en Amérique du Nord : le français louisianais, le français acadien et le français québécois
On trouvera dans le Wiktionnaire une nomenclature exhaustive et mots et expressions typiques de la Louisiane.
| Mot ou expression en français missourien | Équivalent scolaire ou européen    | Commentaires ou exemples |  |
| Accorder (s’~)                           | 1- Se fiancer                      | Commun aux autres français d'Amérique du Nord. |  |
| Alle                                     | 1. « elle » pronom sujet           | Se prononce /a/ devant consonne et /al/ devant voyelle, Rosemary Hyde Thomas l'écrit a’ et alle pour noter la différence de pronciation. |  |
| À matin                                  | 1- Ce matin                        | Commun aux autres français d'Amérique du Nord. |  |
| Ancestre (m.)                            | 1- Ancêtre                         | Prononciation ancienne du mot ancêtre préservée, peut-être grâce au contact avec l'équivalent anglais ancestor. |  |
| Appeler pour                             | 1- Demander                        | Traduction littérale de l'anglais to call for. |  |
| À ras de                                 | 1- À côté de                       | Commun aux autres français d'Amérique du Nord, encore parfois usité en France. |  |
| À soir                                   | 1- Ce soir                         | Commun aux autres français d'Amérique du Nord. |  |
| Asteur, à c’t’heure                      | 1- Maintenant                      | Commun aux autres parlers français d'Amérique du Nord, ce mot vient des parlers de l’Ouest de la France : à c’t’heure est très présent au l’oral de la Bretagne gallaise à la Picardie en passant par la Normandie entière (achteure ou à ch't'heure en picard et en normand), le sud de la Bretagne gallaise, le poitevin et le berrichon disent à c’t’houre) et était commun au temps d’Henri IV (Michel de Montaigne l’utilise). L’orthographe de ce mot est très variable, les Québécois le notent souvent astheure, beaucoup d’auteurs louisianais l’ont écrit asteur ou asteure (en français du Missouri, les sources donnent le plus souvent l'orthographe asteur), la forme la plus étymologiquement pertinente et la plus répandue est à c’t’heure. |  |
| Aussitte                                 | 1- Aussi                           | Commun aux autres français d'Amérique du Nord, on trouve cette forme fautive dans les parlers normands et mainiots jusqu'au XXe siècle. |  |
| Aveindre                                 | 1- Saisir, prendre                 | Mot connu en Acadien et désuet au Québec et en France, il était autrefois commun dans toutes les régions d'oïl avec des nuances de sens (aveindre signifie atteindre en normand, aivoindre signifie tirer en bourguignon). Son participe passé est aveindu en français du Missouri. |  |
| Beaujour                                 | 1- Bonjour                         | Soit une réinterprétation orthographique de bojour, déformation de bonjour ; ou bien issu d'une confusion entre un beau jou et la salutation bonjour. |  |
| Ben                                      | 1- Bien (au sens de assez ou très) | Commun aux autres français d'Amérique du Nord et aux parlers régionaux de l'Ouest de la France. |  |
| Chousse (f.)                             | 1- Souche                          | Commun aux autres français d'Amérique du Nord. |  |
| Desur                                    | 1- Dessus                          | Semble être un régionalisme hérité des parlers de l'Ouest de la France, le français du Missouri semble être le seul parler français d'Amérique du Nord à le conserver. |  |
| Droit là                                 | 1- Là, juste là 2- Tout de suite   | Connu en français de Louisiane. Droit est prononcé drouett’ avec un r roulé. |  |
| Icitte                                   | 1- Ici                             | Commun aux autres français d'Amérique du Nord, on trouve cette forme fautive dans les parlers normands et mainiots jusqu'au XXe siècle. |  |
| Itou(t)                                  | 1- Aussi                           | Commun aux autres français d'Amérique du Nord, ce mot est encore commun dans tout l'ouest de la France et jusqu'en Bourbonnais. |  |
| Par cas                                  | 1- Par hasard                      | Commun aux autres français d'Amérique du Nord. |  |
| (durée) + passé(e)s                      | 1- Il y a + (durée)                | Commun aux autres français d'Amérique du Nord. |  |
| Piastre (f.)                             | 1- Argent 2- Dollar                | Commun aux autres français d'Amérique du Nord. |  |
| Quoi c'est ... ?                         | 1- Qu'est-ce que c'est que ... ?   | Se dit également en français louisianais et au Québec (il y est souvent prononcé quocé ou quécé). Quoi se prononce généralement quo. |  |
| Si par cas                               | 1- Si jamais                       | Commun aux autres français d'Amérique du Nord. |  |
| Taleure                                  | 1- Tout à l'heure                  | Commun aux autres français d'Amérique du Nord. |  |